# Carbonato de estroncio
El carbonato de estroncio (SrCO3) es la sal carbonatada del estroncio que tiene el aspecto de un polvo blanco o gris. Se presenta en la naturaleza como el mineral estroncianita.

## Propiedades químicas
El carbonato de estroncio es un polvo blanco, inodoro e insípido. Al ser un carbonato, es una base débil y, por tanto, reacciona con los ácidos. Por lo demás, es estable y seguro para trabajar. Es prácticamente insoluble en agua (0,0001 g por 100 ml). La solubilidad aumenta considerablemente si el agua está saturada de dióxido de carbono, hasta 0,1 g por 100 ml.

## Preparación
Aparte de su aparición natural como mineral, el carbonato de estroncio se prepara sintéticamente en uno de dos procesos, ambos partiendo de la celestina natural, una forma mineral del sulfato de estroncio (SrSO4). En el proceso de la "ceniza negra", la celesita se tuesta con coque a 1100-1300 °C para formar sulfuro de estroncio. El sulfato se reduce, dejando el sulfuro:
SrSO4 + 2 C → SrS +  2 CO2
Una mezcla de sulfuro de estroncio con dióxido de carbono gaseoso o carbonato de sodio conduce a la formación de un precipitado de carbonato de estroncio.
SrS + H2O + CO2 → SrCO3 + H2S
SrS + Na2CO3 → SrCO3 + Na2S
En el método de "conversión directa" o de doble descomposición, una mezcla de celesita y carbonato sódico se trata con vapor para formar carbonato de estroncio con cantidades sustanciales de otros sólidos no disueltos. Este material se mezcla con ácido clorhídrico, que disuelve el carbonato de estroncio para formar una solución de cloruro de estroncio. A continuación, se utiliza dióxido de carbono o carbonato de sodio para volver a precipitar el carbonato de estroncio, como en el proceso de ceniza negra.

## Usos

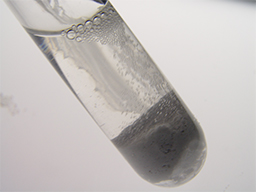
El ácido nítrico reacciona con el carbonato de estroncio para formar nitrato de estroncio.

El uso más común es como colorante barato en fuegos artificiales. El estroncio y sus sales emiten un color rojo brillante en la llama. A diferencia de otras sales de estroncio, generalmente se prefiere la sal de carbonato debido a su coste y al hecho de que no es higroscópica. Su capacidad para neutralizar el ácido también es muy útil en pirotecnia. Otra aplicación similar es en las bengalas de carretera.
El carbonato de estroncio se utiliza en aplicaciones electrónicas. Se utiliza en la fabricación de receptores de televisión en color para absorber los electrones resultantes del cátodo.
Se utiliza en la preparación de vidrio iridiscente, pintura luminosa, óxido de estroncio y sales de estroncio, así como en el refinado del azúcar y ciertos medicamentos.
Se utiliza mucho en la industria cerámica como ingrediente de los esmaltes. Actúa como fundente y también modifica el color de ciertos óxidos metálicos. Tiene algunas propiedades similares al carbonato de bario.
También se utiliza en la fabricación de ferritas de estroncio para imanes permanentes que se emplean en altavoces e imanes de puertas.
El carbonato de estroncio también se utiliza para fabricar algunos superconductores, como el BSCCO, y materiales electroluminiscentes, donde primero se calcina en SrO y luego se mezcla con azufre para obtener SrS:x, donde x suele ser europio. [Este es el fósforo "azul/verde" que es sensible a la frecuencia y cambia de verde lima a azul. [También se pueden utilizar otros dopantes como el galio o el itrio para obtener un brillo amarillo/naranja.
Debido a su condición de base de Lewis débil, el carbonato de estroncio puede utilizarse para producir muchos compuestos de estroncio diferentes mediante el simple uso del ácido correspondiente.

## Precipitación microbiana
Las cianobacterias Calothrix, Synechococcus y Gloeocapsa pueden precipitar calcita estronciana en aguas subterráneas. El estroncio existe como estroncianita en solución sólida dentro de la calcita huésped con un contenido de estroncio de hasta el uno por ciento.